# Warden (Kent)
Warden es una parroquia civil y un pueblo del distrito de Swale, en el condado de Kent (Inglaterra).

## Geografía
Según la Oficina Nacional de Estadística británica, Warden tiene una superficie de 0,8 km².

## Demografía
Según el censo de 2001, Warden tenía 1806 habitantes (48,56% varones, 51,44% mujeres) y una densidad de población de 2257,5 hab/km². El 27,08% eran menores de 16 años, el 69,82% tenían entre 16 y 74 y el 3,1% eran mayores de 74. La media de edad era de 34,67 años. Del total de habitantes con 16 o más años, el 25,44% estaban solteros, el 57,71% casados y el 16,86% divorciados o viudos.
El 96,73% de los habitantes eran originarios del Reino Unido. El resto de países europeos englobaban al 1,66% de la población, mientras que el 1,61% había nacido en cualquier otro lugar. Según su grupo étnico, el 98,72% eran blancos, el 0,39% mestizos, el 0,72% asiáticos y el 0,17% de cualquier otro salvo negros y chinos. El cristianismo era profesado por el 73,61%, el judaísmo por el 0,33%, el islam por el 0,5%, el sijismo por el 0,28% y cualquier otra religión, salvo el budismo y el hinduismo, por el 0,17%. El 15,74% no eran religiosos y el 9,37% no marcaron ninguna opción en el censo.
739 habitantes eran económicamente activos, 667 de ellos (90,26%) empleados y 72 (9,74%) desempleados. Había 686 hogares con residentes, 24 vacíos y 18 eran alojamientos vacacionales o segundas residencias.